# Dracontium angustispathum
Dracontium angustispathum är en kallaväxtart som beskrevs av Guang Hua Zhu och Thomas Bernard Croat. Dracontium angustispathum ingår i släktet Dracontium och familjen kallaväxter. Inga underarter finns listade.